# Srirupa Roy
Srirupa Roy (* 21. Oktober 1969) ist eine indische Politikwissenschaftlerin und Professorin für „Staat und Demokratie im modernen Indien“ an der Georg-August-Universität Göttingen.
Roy erhielt ihre politikwissenschaftliche Ausbildung in den USA. Sie machte 1992 das Bachelor-Examen am Dartmouth College und wurde 1999 an der University of Pennsylvania zur Ph.D. promoviert. Von 2000 bis 2006 war sie Assistant Professor und von 2006 bis 2011 Associate Professor an der University of Massachusetts Amherst. Zudem war sie wissenschaftliche Mitarbeiterin und Gastprofessorin an der New York University und der Yale University und Leiterin des Bereichs Internationale Zusammenarbeit am Social Science Research Council. Seit 2011 ist sie Professorin in Göttingen und leitet die Forschungsgruppe Staat und Demokratie im modernen Indien.
Zu ihren Forschungsinteressen gehören Nationalismus und Identitätspolitik, vergleichend-historische Dynamiken von Staatsgründung und –transformation, demokratische Politik und Wirtschaftsliberalismus sowie Medien und Demokratie in Indien.

## Schriften (Auswahl)
- The Political Outsider: Indian Democracy and the Lineages of Populism. Stanford University Press, Palo Alto 2024, ISBN 978-1-5036-3646-0.
- Als Herausgeberin mit Alev Cinar und Maha Yahya: Visualizing secularism and religion: Egypt, Lebanon, Turkey, India. University of Michigan Press, Ann Arbor 2012, ISBN 978-0-47207-118-0.
- Als Herausgeberin mit Amrita Basu: Violence and democracy in India. Seagull Books, Calcutta/New York 2007, ISBN 190542230X.
- Beyond belief. India and the politics of postcolonial nationalism. Duke University Press, Durham 2007, ISBN 978-0-82233-984-7.